# Eduard Szyrkowski
Eduard Iwanawicz Szyrkowski (biał. Эдуард Іванавіч Шыркоўскі, ros. Эдуард Иванович Ширковский, ur. 18 kwietnia 1932 w Świerżeniu Nowym, zm. 10 marca 2002 w Moskwie) – przewodniczący KGB Białoruskiej SRR/KGB Białorusi (1990–1994).

## Życiorys
Białorusin, w 1954 ukończył Miński Instytut Prawniczy, a 1959 Szkołę nr 304 KGB ZSRR, po ukończeniu studiów prawniczych pracował jako śledczy prokuratury w Komsomolsku nad Amurem, w latach 1955–1957 był sekretarzem rejonowego komitetu Komsomołu w Komsomolsku nad Amurem. Od 1957 funkcjonariusz KGB, 1959–1961 pracownik Wydziału Śledczego Zarządu KGB obwodu swierdłowskiego, potem funkcjonariusz Wydziału Specjalnego KGB Uralskiego Okręgu Wojskowego, 1968–1973 funkcjonariusz Wydziału Śledczego KGB ZSRR. Od 1973 do 1985 kolejno szef oddziału, zastępca szefa wydziału i szef wydziału 2 Głównego Zarządu KGB, następnie oficer KGB Białoruskiej SRR, 1985–1988 szef Zarządu KGB obwodu witebskiego, 1988–1990 I zastępca przewodniczącego KGB Białoruskiej SRR, od 16 listopada 1990 do września 1991 przewodniczący KGB Białoruskiej SRR. Od września 1991 do 25 stycznia 1994 przewodniczący KGB Republiki Białorusi, 18 marca 1993 mianowany generałem pułkownikiem, od 31 marca 1994 na emeryturze. Pochowany w Moskwie.
Odznaczony Orderem Czerwonej Gwiazdy, Orderem „Znak Honoru” i 12 medalami.